# ژولیوس ارنست فون تتائو
ژولیوس ارنست فون تتائو (انگلیسی: Ernst von Tettau; ۱۶ ژوئیهٔ ۱۶۴۴ – ۲۲ ژوئن ۱۷۱۱) فرد نظامی اهل آلمان بود.